# 東吁王朝
東吁王朝（緬甸語： 緬甸語發音：[tàʊɴŋù kʰɪʔ]，英語：Taungoo Dynasty），又譯東固王朝，是緬甸歷史上的一個王朝，存在時間為1531年—1753年。
東吁王朝在13世紀時蒲甘王朝被元朝滅亡之後興起。中心是緬甸中部的東吁，有許多緬人。興起時南方有孟族的勃固王朝（或譯庇固、白古），北方則有撣族的阿瓦王朝，西方有若开。東吁王朝起先與勃固、阿瓦結盟，16世紀時滅此二國，統一緬甸，又征服暹羅的阿瑜陀耶王朝，但也勞民傷財。之後暹羅復國與東吁爭戰。東吁內部分裂混亂，雖在17世紀初再度統一並且放棄對外擴張，但之後國勢又衰弱，最後於1752年被勃固的孟族所滅。

## 歷史年表
- 1280年，東吁城建於下緬甸北方錫唐河流域。
- 1535年，德彬瑞梯開始進攻勃固王朝。
- 1539年，東吁王朝滅勃固王朝，佔領伊洛瓦底江三角洲，征服毛淡棉一帶的孟族。
- 1541年，攻佔對外貿易要港馬都八。
- 1550年，緬甸中部和南部基本統一。
- 1548年，暹羅的阿瑜陀耶入侵，德彬瑞梯抵抗，開始暹緬戰爭[1]。
- 1555年，佔領阿瓦。
- 1556年－1559年，征服曼尼普爾及撣邦。
- 1563年，遠征暹羅。
- 1564年，勃固農民起義。
- 1567年，大饑荒。
- 1568年，再征暹羅。
- 1581年，勃印曩死後，農民起義此起彼伏，各地封建主重新割據。
- 1582年－1583年，南達勃因進犯雲南，明缅战争爆發，被明朝將領劉綎、鄧子龍率兵擊退，追至阿瓦。
- 1599年，阿臘干王朝封建主率葡萄牙僱傭兵，聯同東吁封建主攻佔並焚毀都城勃固，俘獲南達勃因押回東吁斬殺。
- 1600年－1605年，良淵王佔領以阿瓦為中心的「糧倉」地區，保住了上緬甸半壁河山，史稱「良淵時期」。
- 1606年，明缅战争结束。阿那畢隆在占领了原属明朝云南的木邦等地后即挥师南下，进行统一缅甸的战争。
- 1613年，阿那畢隆收復了被葡萄牙人佔領的沙廉，驅逐葡萄牙侵略者出緬甸，再次統一緬甸。
- 1627年，荷蘭和英國東印度公司在緬甸設分公司。
- 1629年－1648年，他隆王擯棄了勞民傷財的對外擴張戰爭，致力恢復和發展國內經濟，分配土地給無地農民。
- 1635年，他隆王從勃固遷都阿瓦。
- 1638年，他隆王他進行一次全國性普查，編制了各地戶口、耕地面積、產量和稅賦情況的調查統計，作為徵稅和徵調勞役的依據。
- 1659年，南明末代皇帝永曆帝逃亡到緬甸。1662年清朝兵臨阿瓦城下，當時緬甸無力抵禦吳三桂的進攻。此事動搖統治，全國各地開始叛亂。彬德萊（莽達）之弟卑明（莽白）乘機發動兵變，殺死其兄奪位。1661年8月12日，莽白發動咒水之難，殺盡永曆帝侍從近衛[2]。1662年1月22日（永曆十五年十二月初三），莽白將永曆帝獻給吳三桂，引渡永曆帝以換取清軍撤兵[1]。
- 1688年及1709年，法國和英國東印度公司在當時稱為沙廉(Syriam)，現今的丹林設分公司，控制其對外貿易，殖民勢力開始侵入緬甸。
- 1740年，以勃固為中心的孟族起義，又從內部動搖了東吁王朝的統治。
- 1752年，孟族軍隊佔領首都阿瓦，將摩訶達馬亞扎迪勃底俘至勃固，結束了東吁王朝的統治。

## 君主列表
| 中文譯名           | 舊譯名             | 緬甸文 | 英文                                       | 关系                                  | 在位期間 （公元） | 附註                                                                                |
| ------------------ | ------------------ | ------ | ------------------------------------------ | ------------------------------------- | ----------------- | ----------------------------------------------------------------------------------- |
| 明基紐             | 明吉瑜             |        | King Mingyinyo                             |                                       | 1486－1531        | 阿瓦、勃固結盟。促進經濟發展。                                                      |
| 德彬瑞梯           | 莽瑞體             |        | King Tabinshwehti                          | 明基紐之子                            | 1531－1550        | 中國史料稱之為莽瑞體。 開始了統一緬甸的戰爭以及暹緬戰爭；出外狩獵時被孟族衛士所殺。 |
| 勃印曩             | 莽應龍             |        | King Bayinnaung                            | 中國史料稱之為莽應龍。 德彬瑞梯之妹夫 | 1551－1581        | 統一緬甸，攻陷阿瑜陀耶。                                                            |
| 南達勃因           | 莽應里             |        | King Nandabayin                            | 中國史料稱之為莽應里。 勃印曩之子     | 1581－1599        |                                                                                     |
| 良淵王             |                    |        | Nyaungyan Min                              | 勃印曩次子，南達勃因之弟              | 1599－1605        | 起兵密鐵拉，統一北方。                                                              |
| 阿瑙白龍           | 阿那畢隆           |        | Anaukpetlun Min                            | 良淵王之子                            | 1605－1628        | 奪回沙廉，使除德林達依及阿臘干外，其他地方再次統一。                                |
| 明耶岱巴           | 弥利提波           |        | Minyedaikpa                                |                                       | 1628－1629        |                                                                                     |
| 达龙               | 他隆               |        | Thalun Min                                 |                                       | 1629－1648        | 發展經濟。                                                                          |
| 彬德萊             | 平达格力           |        | Pindale Min                                |                                       | 1648－1661        |                                                                                     |
| 卑明               | 莽白               |        | Pye Min                                    | 中國史料稱之為莽白。 彬德萊之弟       | 1661－1672        |                                                                                     |
| 那腊瓦亚           | 那羅伐羅           |        | Narawara                                   |                                       | 1672              |                                                                                     |
| 明耶觉廷           | 彌麗憍提           | 或     | Minyekyawdin / Thiri Pawara Mahadhammaraza |                                       | 1672－1698        |                                                                                     |
| 色内               | 娑尼               |        | Sanay Min                                  |                                       | 1698－1714        |                                                                                     |
| 德宁格内           | 達寧格內           |        | Taninganway Min                            |                                       | 1714－1733        |                                                                                     |
| 摩訶達馬亞扎迪勃底 | 摩訶陀摩耶沙底波帝 |        | Mahadhammaraza Dipadi                      |                                       | 1733－1752        | 1752年4月被孟族俘虜，東吁王朝滅亡。                                                 |